# Byrrh
‌
Le Byrrh est une marque de quinquina français créée à Thuir, Pyrénées-Orientales, en 1866, la marque Byrrh ayant été déposée en 1873. C'est un vin additionné de mistelle et aromatisé essentiellement à la quinine.
La marque appartient désormais à la société Pernod Ricard pour l'avoir achetée avec les autres actifs de Cusenier.

## Histoire

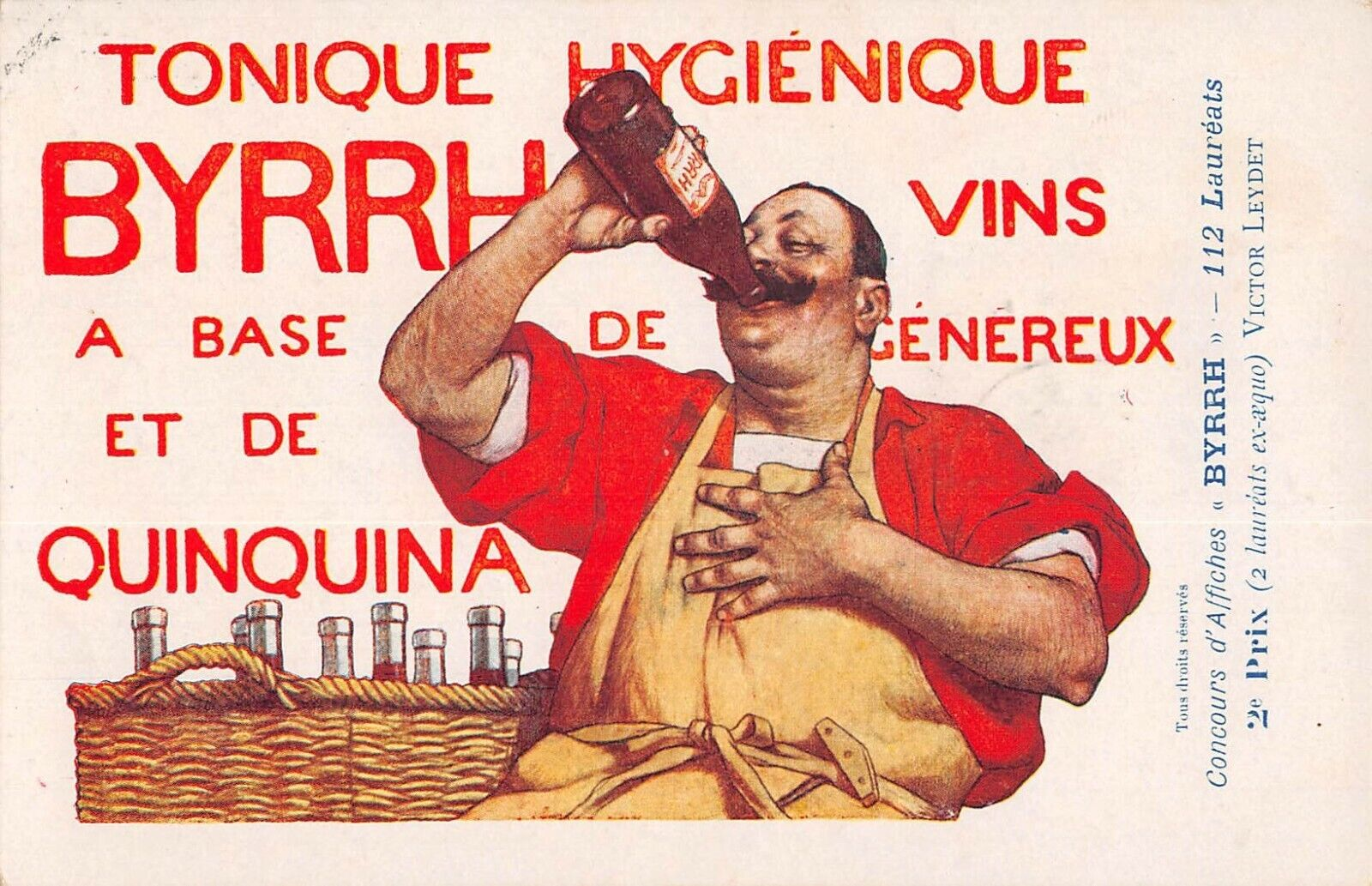
Publicité pour Byrrh signée Victor Leydet, 1903.

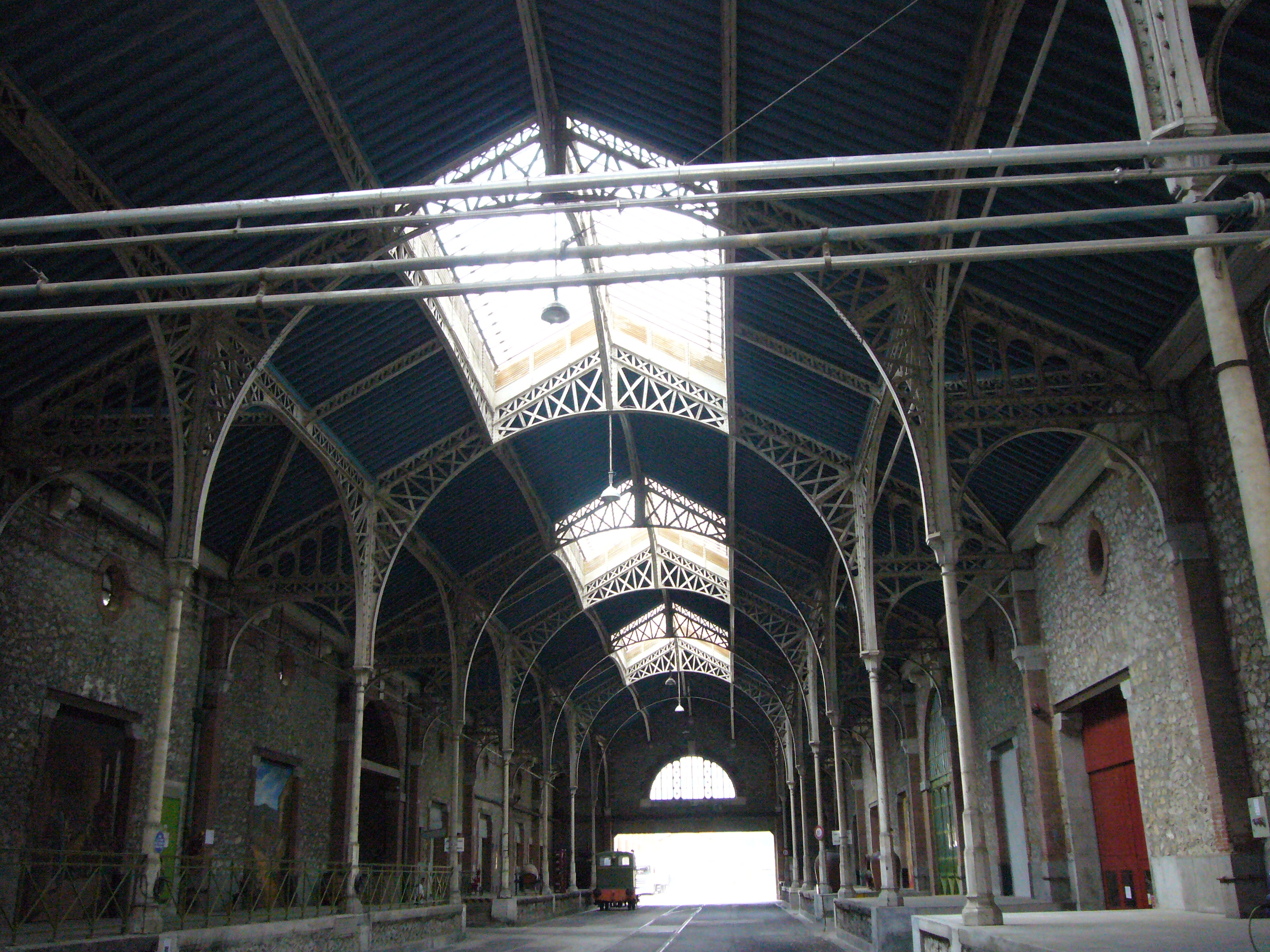
Les établissements Byrrh à Thuir : charpente réalisée par les ateliers de Gustave Eiffel.

Les frères Pallade et Simon Violet, drapiers ambulants, fatigués de travailler en colporteurs, décident d'acquérir une mercerie à Thuir. Ils achètent également une cave et se mettent en tête de profiter de la fièvre vinicole que connaît la région pour faire du négoce de vins.
Ils élaborent également avec l'aide d'un pharmacien un vin apéritif aromatisé, à base de vin et de quinquina, un « vin tonique et hygiénique au quinquina »,, un remède, presque un médicament en quelque sorte, et agrémenté de différentes épices telles que le café, le cacao, la fleur de sureau, la camomille, etc. L'ordre des pharmaciens de Montpellier ne voit pas d'un bon œil l'arrivée de cet alcool et intente un procès aux deux frères qui ne disposent pas de nom pour leur produit (ils l'intitulent vin au quinquina),. Celui-ci doit donc être retiré de la vente, car il fait de l'ombre aux autres élixirs à base de quinquina.
Ils modifient alors leur recette, réduisant la dose de quinquina. Ils lui donnent également un nom, Byrrh. Le nom de ce produit prend sa source dans l'anecdote suivante : les frères Pallade et Simon Violet faisaient de la vente de tissus. En cherchant comment baptiser ce nouveau breuvage, un regard est attiré par l'un de leurs coupons d'étoffes, présentées sous la forme d'un nuancier, chaque étoffe étant référencée par une lettre. La suite « B.Y.R.R.H. » saute aux yeux des marchands et est adoptée pour donner un nom à leur apéritif,.

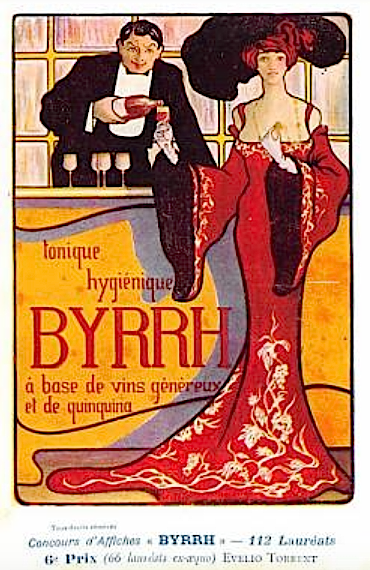

En 1891, Lambert Violet, le fils de Simon, continue l'exploitation de la marque. Ensuite la marque devient Maison J. & S. Violet frères, successeurs. Bénéficiant d'une réputation de « boisson hygiénique », le Byrrh connaît un vif succès commercial au début du XXe siècle. Dès 1903, la marque organise une série de campagnes publicitaires très dynamiques, tant dans les villes que dans les campagnes. Affiches, cartes postales, murs peints, bus, métro, objets publicitaires, favorisent la reconnaissance de la marque. Certains de ces outils promotionnels, réalisés avec des artistes renommés, sont aujourd'hui très recherchés. En 1910, la société compte 700 employés.
En 1914, après le déclenchement des hostilités de la Première Guerre mondiale, le bruit court et enfle que les plaques publicitaires de Byrrh comportent des signes donnant à l'envahisseur allemand des informations secrètes sur les villes et les routes.
La société fait construire de 1916 à 1919 un immeuble et des entrepôts rue Necker et rue de l'Arcade à Charenton qui seront utilisés par les services de l'Assistance publique de Paris après leur abandon par l'entreprise dans les années 1970. En 1925, la société ouvre un centre de production à Laeken pour assurer la distribution de l'alcool en Belgique. La conception de ces nouvelles succursales, comprenant des entrepôts de stockage, des ateliers de mise en bouteille et l'administration, est confiée à l'architecte  Anatole Amédée Adolphe Laquerrière, 37 rue de Bellefond à Paris.
Cette marque acquiert dans les années 1930 une notoriété internationale en dépit de son nom qui, au début, complique les exportations vers les pays anglo-saxons et germanophones : « Byrrh » y évoque inévitablement la bière, « Beer » ! Exportée sur tous les continents, elle devient aussi la première marque d'apéritif en France dans les années 1930.
Avec la Seconde Guerre mondiale s'amorce un sensible déclin de la marque. Les vins doux naturels (Banyuls, muscats de Frontignan ou de Rivesaltes, etc.), dopés par les avantages fiscaux, supplantent le Byrrh, qui passe de mode. Depuis 1950, les caves de Byrrh possèdent le plus grand foudre de chêne du monde, d'une capacité réelle de 10 002 hectolitres. Cette cuve pèse 110 tonnes à vide, pour une hauteur de 10 mètres et un diamètre de 12,46 mètres. Dans les années 1960, le Byrrh tombe en désuétude. En 1960, la marque devient la propriété de la Compagnie Dubonnet-Cinzano. En 1977, l'entreprise familiale, divisée par les dissensions, est rachetée par la société Cusenier. Elle passe de fait, par cet ensemble Cusenier, dans le groupe Pernod-Ricard,.
300 000 litres de Byrrh sont produits en 2020. En 2022, les caves Byrrh se lancent dans la production de gin.

### Logos

## Autres marques des caves Violet
La plupart de ces labels ont aujourd'hui disparu :
- Byrel, vin doux naturel
- Jacsi, rhum blond
- Cognac Violet
- Muscat
- Porto Mogoa
- Chantegorge, vin de table

## Byrrh dans la culture populaire

### Affiche, imagerie
La marque, depuis la Belle Époque et jusque dans les années 1960, a employé des centaines d'illustrateurs pour ses publicités. Elle organisait des concours d'affiches et éditait de nombreux catalogues et cartes postales. Parmi les artistes, citons :
- Raphael Kirchner ;
- Georges Léonnec (qui signait « LG »)[16] ;
- Juan Cardona ;
- Eugène Trutat (reportage) ;
- Leonetto Cappiello (1926) ;
- Maurice Toussaint
- François Kollar (reportage, 1943) ;
- Raoul Auger (carte postale, années 1950).

D'autres formats furent déclinés :
- Brosse à épousseter ;
- Calendrier-dépliant de matchs de football (à partir des années 1920) ;
- Papeterie comptable ;
- Marqueur de bridge avec le slogan « Rien que lui ».

Des milliers de cartes postales anciennes, entre autres de France et Belgique, montrent le logo sur des enseignes de bar et autres magasins se trouvant dans les rues photographiées.

### Cinéma
Des caméos de la bouteille ou du logo de la marque apparaissent fréquemment au cinéma :
- Trilogie marseillaise (1931-1936).
- À l'est de Shanghaï (1931).
- Hôtel du Nord (1938).
- Fric-Frac (1939) : lors de la balade à vélo en forêt, quand Michel Simon et Hélène Robert quitent l'auberge, un panneau publicitaire "Byrrh" est accroché à un tronc d'arbre.
- Un Américain à Paris (1951).
- Tirez sur le pianiste (1960).
- Les Grandes Gueules (1965) : le bar du village est sponsorisé par Byrrh et les hommes commandent des Byrrh[réf. nécessaire].
- La Bataille des Ardennes (1965) : Dans l'attaque de la ville d'Ambleve en Belgique par les nazis on peut voir sur un mur le nom de Byrrh
- La Femme infidèle (1968) de Claude Chabrol : le détective engagé par Michel Bouquet pour surveiller son épouse Stéphane Audran commande un Byrrh cassis lors de leur rendez-vous dans un bistrot.
- Le Chat, de Pierre Granier-Deferre (1971) : dans le magasin ou les Bouin vont s'approvisionner en alcool
- Les Galettes de Pont-Aven (1975) : dans la scène où Jean-Pierre Marielle commande un Byrrh (30').
- L'Aile ou la Cuisse (1976) : dans la scène où Louis de Funès teste un restaurant, l'Auberge de la truite[réf. nécessaire].
- Il faut sauver le soldat Ryan (1998) : dans la scène à Ramelle où Tom Hanks cherche à faire du café en attendant l'arrivée des allemands et de la bataille finale.
- Inglourious Basterds (2009) : dans la scène où Mélanie Laurent change le lettrage de la devanture du cinéma.

### Littérature
- La Nausée (1938) de Jean-Paul Sartre.
- Il a jamais tué personne, mon papa de Jean-Louis Fournier.
- Le Grand Monde (p. 450) de Pierre Lemaitre.

### Série télévisée
- Mad Men, saison 4 épisode 6 : on entend qu'une publicité pour Byrrh remporte un Clio Awards (en) en 1965.

### Timbre
- À partir des années 1930, les timbres postaux d'usage courant, tel le type Semeuse, Paix et Marianne, distribués dans des machines sous la forme de roulette, comportaient sur la bande blanche, entre autres, une publicité pour Byrrh avec un slogan (« tonifiant », « réconforte », etc.).